# 佐賀ダイハツ販売
佐賀ダイハツ販売株式会社（さがダイハツはんばい、SAGA DAIHATSU CORPORATION）は、佐賀県佐賀市に本社を置くダイハツ工業のディーラーである。

## 沿革
- 1948年（昭和23年）10月 - 西松浦郡有田町に株式会社南部モータース（なんぶモータース）を設立。
- 1952年（昭和27年）10月 - 佐賀ダイハツ株式会社（さがダイハツ）に社名変更。
- 1965年（昭和40年）1月 - 佐賀ダイハツ販売株式会社に社名変更。
- 1969年（昭和44年）1月 - 本社を現在地へ新築移転。
- 1986年（昭和61年）1月 - 「営業所」を「店」へ呼称変更。
- 2017年（平成29年）1月 - 武雄総合センター竣工。
- 2021年（令和3年）7月 - 本社・佐賀店新社屋竣工。

## 営業エリア
- 佐賀県全域

## 店舗
全て佐賀県に所在。休日は毎週火曜。
| 店名       | 所在地                         | 営業時間                              |
| ---------- | ------------------------------ | ------------------------------------- |
| 本社       | 佐賀市嘉瀬町大字扇町2274-1     | 10:00 - 18:00                         |
| 佐賀店     | 佐賀市嘉瀬町大字扇町2274-1     | 10:00 - 18:00 （サービス受付は17:30） |
| 兵庫店     | 佐賀市兵庫南2丁目21番38号      | 10:00 - 18:00 （サービス受付は17:30） |
| 伊万里店   | 伊万里市二里町大里乙3-32       | 10:00 - 18:00 （サービス受付は17:30） |
| 唐津店     | 唐津市和多田西山9番31号        | 10:00 - 18:00 （サービス受付は17:30） |
| 多久店     | 多久市北多久町大字多久原1585-2 | 10:00 - 18:00 （サービス受付は17:30） |
| 鹿島店     | 鹿島市井手306-1                | 10:00 - 18:00 （サービス受付は17:30） |
| 武雄店     | 武雄市北方町大字大崎1333-1     | 10:00 - 18:00 （サービス受付は17:30） |
| 鳥栖店     | 鳥栖市村田町833                | 10:00 - 18:00 （サービス受付は17:30） |
| 吉野ヶ里店 | 神埼郡吉野ヶ里町大字吉田199-3  | 10:00 - 18:00 （サービス受付は17:30） |